# Hoshizora e Kakaru Hashi
Hoshizora e Kakaru Hashi (星空へ架かる橋?  El puente hacia el cielo estrellado) es un eroge japonés publicado por el estudio Feng. Hoshizora e Kakaru Hashi tuvo una serie anime producida por Dogakobo bajo la dirección de Takenori Mihara y a Gō Zappa como supervisor del guion. La serie anime comenzó a emitirse el 11 de abril de 2011.

## Argumento
Kazuma Hoshino y su hermano Ayumu se mudan a un pequeño pueblo por el bien de la salud de Ayumu. Accidentalmente cuando se dirigían a la posada Yorozuro, toman el autobús equivocado, es ahí donde Kasuma conoce a Ui Nakatsugawa, quien lo guía hasta la estación de bus, pero accidentalmente Kasuma tropieza y besa a UI.

## Personajes

### Personajes Principales
Kazuma Hoshino (星野 一馬 Hoshino Kazuma?)
Seiyū: Shintarō Asanuma (anime)
Es el protagonista principal, se trasladó junto con su hermano porque éste tiene un cuerpo débil, y consideraron que mudarse al campo era la mejor opción para mejorar su salud. Conoce a Ui cuando ella estaba recogiendo plantas en la montaña al cruzar el río, accidentalmente se desliza y se cae sobre ella, besándola. Y Hinata aparece casi de inmediato. Él suele recordar a un amigo que tuvo hace tiempo, cuando era niño.
Ui Nakatsugawa (中津川 初 Nakatsugawa Ui?)
Seiyū: Eriko Nakamura (anime)
Es la chica que recuperó el sombrero de Ayuno, ya que un mono se lo había robado. Ella conoce Kazuma cuando lo ve al otro lado de un arroyo, y cuando el trata de saltar a través del mismo, se resbala y cae encima de ella, y sin querer la besa. Luego, el la ayuda a encontrar el camino de vuelta, ya que al parecer se había perdido. Ella es una persona muy lenta, es bonita y le gusta comer ramen. Ella parece estar avergonzada cada vez que su beso con Kazuma se menciona, o cada vez que alguien hace un comentario relacionado con él. Su hermano mayor también parece ser una figura importante en su vida.
Ayumu Hoshino (星野 歩 Hoshino Ayumu?)
Seiyū: Ayuru Ōhashi (anime)
Es el hermano pequeño de Kazuma. Tiene un cuerpo débil y por lo tanto tuvo que mudarse al campo donde creía que el aire fresco lo ayudaría a mejorar.
Ibuki Hinata (日向 伊吹 Hinata Ibuki?)
Seiyū: Ringo Aoba (juego, anime)
Una estudiante de segundo año, representante de la clase y compañera de Kazuma y Ui. En un principio no se llevaba bien con Kazuma, ya que lo vio cuando accidentalmente beso a Ui y creyó que el la había obligado. Con el tiempo se llega a enamorar de Más una, llegando al punto de declarar sus sentimientos.
Tsumugi Tōdō (藤堂 つむぎ Tōdō Tsumugi?)
Seiyū: Chiaki Takahashi (anime)
Un estudiante de tercer año de la Academia Yamabiko Sur, es senpai Kazuma y también trabaja en Yorozuyo. Ella es la hermana mayor de Koyori y de Kasane. Su primer encuentro con Kazuma se dio en el baño de Yorozuyo - ella estaba limpiando el baño cuando él entró.
Koyori Tōdō (藤堂 こより Tōdō Koyori?)
Seiyū: Aiko Ōkubo (anime)
Una chica conoce por primera vez a Kazuma cuando estaba de visita en el santuario. Se comporta de forma fría con Kazuma y piensa mal de él a causa de los rumores que circulan. Ella se muestra como una persona buena de corazón y Kazuma es el único al cual trata de está forma.
Hina Sakai (酒井 陽菜 Sakai Hina?)
Seiyū: Mayumi Yoshida (anime)
Es una estudiante de tercer año como Tsugumi. Kazuma choca contra ella en un intento de coger un sándwich lanzado por Daigo. Desde que era una niña, fue la más alta de su clase. Ella se avergüenza cuando Kazuma le dice que es lindo un accesorio en su teléfono, ya que pensó que él se refería a ella, cosa que nadie le había dicho nunca. Le encantan las cosas lindas, cuando las ve se descontrola totalmente y las aprieta muy fuertemente.
Madoka Kōmoto (神本 円佳 Kōmoto Madoka?)
Seiyū: Ai Shimizu (anime)
Es la sacerdotisa de Santuario Kotama. Ella recuerda a Kazuma, ya que en el pasado fueron amigos, pero Kazuma no la recuerda, haciéndola sentirse un poco triste.

### Personajes Secundarios
Senka Yorozu (万 千歌 Yorozu Senka?)
Seiyū: Shiho Kawaragi (anime)
Ella es la patrona de la Yorozuyo (es donde Kazuma y Ayumu viven). Ella no les gusta ser llamada "Oba-san", pero si "Nee-san".
Kasane Tōdō (藤堂 かさね Tōdō Kasane?)
Seiyū: Mai Kadowaki (anime)
Ella es la hermana pequeña de Tsumugi y compañera de Ayumu. Kasane es llama "Fast-ears", porque ella sabe de todo en la ciudad. Ella tiene un cabello largo y azul.
Daigo Minamikokubaru (南国原 大吾 Minamikokubaru Daigo?)
Seiyū: Wataru Hatano (anime)  
Es el mejor amigo de Kazuma. Él es el hijo de Minamikokubaru-sensei.
Sensei Minamikokubaru (南国原先生 Minamikokubaru Sensei?)
Seiyū: Masako Katsuki (anime) 
Ella es la profesora de clase escolar de Kazuma, pero también es la madre de Daigo, en la escuela ella no acepta que su propio hijo la llame Mamá en pleno salón de clases de la escuela, ella siempre le recuerda a su hijo que la llame profesora en la clase escolar, en la escuela Daigo es también su alumno estudiante escolar. 
Yūka Dan (団 優歌 / Dan Yūka).
Yūka Dai (結花 ダイ / Dai Yūka).
Actriz de voz: Tamura Yukari (anime)
Apareció en la versión OVA. Heroína del lado de Daigo. Una estudiante de primer año de la escuela que es la compañera de juego en red de Daigo, la propia Yūka. En la versión del juego, sólo aparece su nombre en boca de Daigo.
En Hoshizora e Ikiru Hashi AA, debido a las diferencias entre las versiones del juego y del anime, los acontecimientos de la OVA se tratan como un sueño de Daigo, por lo que la verdadera identidad de Yūka en la versión del juego no es ella. En el arco del Festival de Verano, se revela que parece haber sido un hombre.
Shii Fujimiya (藤宮 詩 Fujimiya Shii?)
Seiyū: Hikaru Kaga (juego)
Minato Nagase (長瀬 湊 Nagase Minato?)
Seiyū: Hikari Mizusawa (juego)
Yocchan (よっちゃん?)
Seiyū: Yocchan (juego)

## Música

### Opening
- Hoshikaze no Horoscope (星風のホロスコープ?) de Nomico

### Ending
- Dash do Cinderella (だっしゅどシンデレラ?) de Eriko Nakamura y Ai Shimizu

## Anime
La serie de anime comenzó a emitirse a partir de 11 de abril de 2011 en AT-X y, posteriormente, en Chiba TV, MX Tokio y otros canales. El tema de apertura del anime es "Hoshikaze no Horoscope" (星 風 の ホロスコープ) por Nomico , y el ending es "Dash do Cinderella" (だっしゅ ど シンデレラ) por Eriko Nakamura y Ai Shimizu.
| # | Título                                                                                                | Estreno             |
| --- | --- | ------------------- |
| 01 | «If it was a Bear, It would End Right Here» «Kuma Nara, Kokode Owatteta» (クマなら、ここで終わってた) | 11 de abril de 2011 |
| Hoshino vuelve a su lugar de infancia. Va en busca de un mono que toma el sombrero de hermano y se encuentra con Ui. Besa a Ui por accidente al caer sobre ella y Hinata los ve y el piensa que obliga a Ui llamándolo un pervertido. Después los hermanos llegan a la posada Yorozuyo, son recibidos por la propietaria y les muestra su habitación. Después Hoshino va a bañarse y ve accidentalmente desnuda a Tsumugi Todo y la dueña de la posada Senka Yorozuyo lo ve a él. Por la mañana van a la escuela a la que fueron transferidos, Tsumugi les muestra a los hermanos el camino a sus escuelas. Cuando Hoshino entra en la clase, se encuentra con Hinata ella se sorprende de verlo en su escuela | |                     |
| 02 | «Chīzu no Aji wa Shinai Hazu» (チーズの味はしないはず)                                                | 18 de abril de 2011 |
| Hoshino se muestran alrededor de la escuela, hace nuevos amigos y le muestran la ciudad. El título proviene de Hoshino diciendo "Es por eso que sabía a queso" (Refiriéndose a los panecillos que Ui tenía para el almuerzo) cuando Ui compra queso en una tienda, explicando que a ella le gusta el queso. Ui lo toma de manera equivocada, pensando que estaba hablando sobre el beso. | |                     |
| 03 | «Donguri wa Igai to Itai» (ドングリは意外と痛い)                                                      | 25 de abril de 2011 |
| 04 | «Kuma to Deatte, Hanashi Teta» (クマと出会って、話してた)                                             | 4 de mayo de 2011   |
| 05 | «Shiruko to Unagi to Uedingudoresu» (しることウナギとウエディングドレス)                              | 9 de mayo de 2011   |
| En la escuela hay juegos, Ui, Hoshino, Hinata y otros amigos son todos los participantes. El título proviene de la última prueba en los juegos, donde tienen que hacer una serie de tareas al azar en una carrera. En primer lugar, cada uno debe comer 30 platos de sopa de frijol rojo, luego deben coger las anguilas, después debe escoger una tarjeta y se visten con el traje que corresponda. | |                     |
| 06 | «Oke ga Ochiru Toki» (桶が落ちるとき)                                                                 | 16 de mayo de 2011  |
| 07 | «Pinku no Nyanbobo» (ピンクのにゃんぼぼ)                                                              | 23 de mayo de 2011  |
| 08 | «Tsukkomi wa Maru Maru de!» (ツッコミは◯◯（マルマル）で!)                                             | 30 de mayo de 2011  |
| 09 | «Suzumebachi wa Chiyūkousei» (スズメバチは昼行性)                                                     | 6 de junio de 2011  |
| 10 | «Yubiwa, Nagarete......» (指輪、流れて......)                                                         | 15 de junio de 2011 |
| 11 | | 22 de junio de 2011 |
| 12 | «Hoshizora e Kakaru Hashi»                                                                            | 29 de junio de 2011 |